# Фази Лавеса

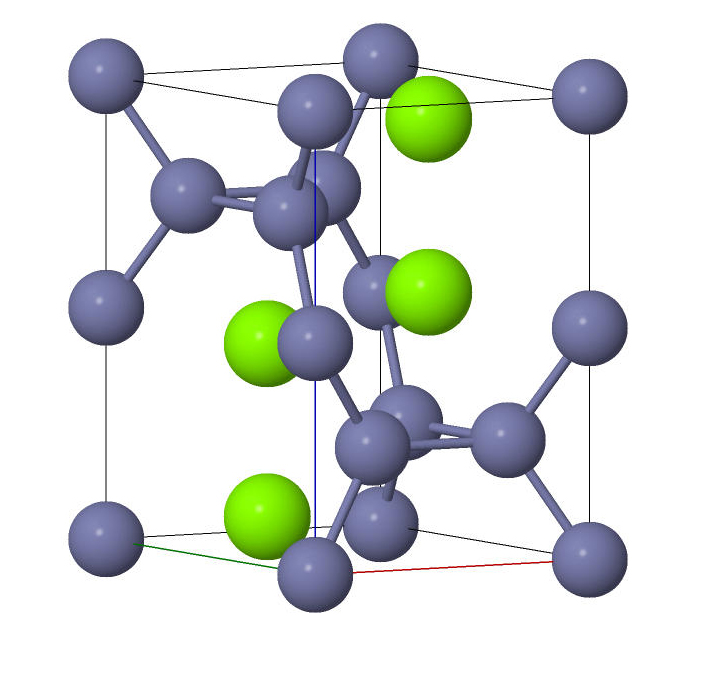
Елементарна комірка фази Лавеса зі структурою MgZn_{2} (атоми магнію зелені, а цинку - фіолетові).

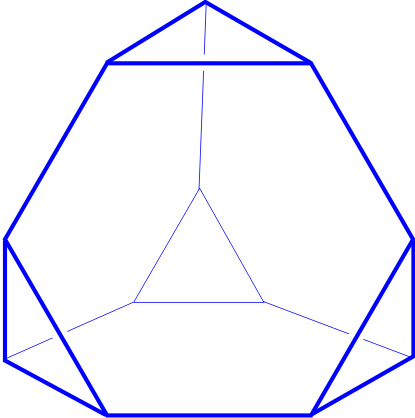
Багатогранник Лавеса.

Фази Лавеса — це інтерметалідні фази, які мають склад AB2 і названі на честь Фріца Лавеса, який вперше описав їх. Фази класифікуються лише на основі геометрії. Фази Лавеса поділяються на три структурні типи: кубічний MgCu2 (C15), гексагональний MgZn2 (C14) та гексагональний MgNi2 (C36). Два останні класи є різними формами гексагонального розташування атомів, що мають однакову базову структуру. У фазі Лавеса AB2, атоми А впорядковані як у  гексагональному алмазі, а атоми В утворюють тетраедри навколо атомів А.
Фази Лавеса представляють особливий інтерес у сучасних металургійних дослідженнях через їх аномальні фізичні та хімічні властивості. Багато гіпотетичних застосувань було запропоновано. Однак мало з них може бути реалізовано практично. Характерною особливістю є майже ідеальна електропровідність, але вони не піддаються пластичній деформації при кімнатній температурі.
Аналоги фаз Лавеса можуть бути утворені як результат самозбірки колоїдної дисперсії зі сферами двох розмірів.